# Eddie Hörbing
Eddie Hörbing, född 1960 i Degerfors, är en svensk rallyförare som tävlar för Laxå MK.
Hörbing kör en Ford Fiesta R5 tillsammans med kartläsare Björn Nilsson från Karlstad.